# Epinikia (Pindar)
Die Epinikia (auch Siegeslieder oder Oden) des griechischen Dichters Pindar sind chorlyrische Preislieder auf Sieger griechischer Agone, die zwischen 500 und 445 v. Chr. entstanden sind und ab dem 3./2. Jahrhundert v. Chr. als Sammlung gemeinsam tradiert wurden. Sie sind in vier Teile gegliedert, die nach den vier panhellenischen Kult- und Wettkampfstätten der frühklassischen Zeit benannt werden, in denen die besungenen Athleten siegreich waren.
Die Epinikia sind die einzigen handschriftlich überlieferten Werke Pindars, alle anderen Werke sind nur durch Zitate bei anderen Autoren oder vereinzelte Papyrusfragmente bekannt.

## Gliederung
Die Epinikia werden nach den Wettkampfstätten eingeteilt in
- Olympische Oden (Olympien), in denen Sieger der Zeus zu Ehren abgehaltenen Olympischen Spiele in Olympia besungen werden.
- Pythische Oden (Pythien), in denen Sieger der Apollon zu Ehren abgehaltenen Pythischen Spiele in Delphi besungen wurden. Delphi war auch unter dem Namen Pytho bekannt.
- Nemeische Oden (Nemeen), in denen Sieger der Nemeischen Spiele im Zeusheiligtum Nemea besungen wurden.
- Isthmische Oden (Isthmien), in denen Sieger der Isthmischen Spiele in Korinth besungen wurden. Benannt waren sie nach dem Isthmos von Korinth, an dem sich ein Heiligtum des Poseidon befand.

Die Gliederung stammt aus der ersten umfangreichen Pindar-Edition, die von Aristophanes von Byzanz, dem Leiter der Bibliothek von Alexandria, seit 195 v. Chr. vorgenommen wurde. Die Epinikia wurden nach den Wettkampfstätten auf vier Bände verteilt. Gemeinsam mit den anderen Werken Pindars, die bis auf Fragmente nicht erhalten sind, umfasste die Edition 17 Bände.
Wegen der frühen Sammlung in Büchern handelt es sich bei Pindars Epinikia um die einzigen Werke der griechischen Lyrik, zu denen umfangreiche Scholia existieren. Diese gehen hauptsächlich auf Didymos Chalkenteros zurück, enthalten aber auch ältere Kommentare.
Die Anordnung der Gruppen zueinander beruht auf Ansehen und Alter der Spiele, weshalb die Olympien das erste Buch bilden, gefolgt von den Pythien, den Isthmien und den Nemeen. Im Lauf der Überlieferung wurden die beiden letzten Bücher vertauscht, weshalb die Isthmien als letztes Buch am meisten zerstört wurden und nur unvollständig überliefert werden konnten. Innerhalb der Bücher wurden die Lieder nach der Bedeutung der Disziplinen angeordnet. Sie beginnen mit den hippischen Agonen Wagen- und Pferderennen, gefolgt von den gymnischen Agonen Pankration, Ringen, Faustkampf, Pentathlon und zuletzt den Laufwettbewerben.
Insgesamt handelt es sich um 45 einzelne Lieder, wobei die Echtheit der 5. Olympischen Ode fraglich ist. Ihr differierender Umfang ermöglicht eine Einteilung in kurze und lange Epinikia. Die kurzen umfassen zwischen 20 und 50 Verse und wurden wohl nach dem Sieg noch vor Ort an der Wettkampfstätte vorgetragen, die langen umfassen zwischen 90 und 120 Verse und wurden in der Heimatstadt der Sieger anlässlich deren Rückkehr gesungen.

## Inhalt und Stil
Der Inhalt der Lieder setzt sich in der Regel aus fünf Elementen zusammen, wobei insbesondere bei den kurzen Epinikia nicht immer alle Elemente vorhanden sind. Obligatorisch sind die Anrufung eines Gottes oder einer Muse und Angaben über den Sieger, darauf folgt meist eine oft relativ breit ausgeführte Erzählung aus der griechischen Mythologie, die den größten Teil des Textes einnimmt und einen Bezug zum Adressaten, seiner Familie oder Heimatstadt aufweist. Ein weiteres Element sind Aussagen über den Beruf des Dichters und dessen Aufgaben, bei denen die Dichtkunst auch mit der Athletik verglichen wird, da beide eine natürliche Begabung erfordern. Oft sind Gnomen enthalten, die als Bindeglied zwischen verschiedenen Teilen der Ode dienen, am Ende folgen meist Lobpreisungen der Heimatstadt des Siegers, die Hervorhebung siegreicher Athleten aus der Familie des Siegers oder bei Jungenwettkämpfen ein Lob des Ausbilders.
Die Oden sind in einer auf dorischem Griechisch fußenden Dichtersprache geschrieben, etwa die Hälfte als Daktyloepitriten, die andere Hälfte in aiolischem Versmaß, das auf Jamben und Choriamben aufbaut. Der Aufbau des größten Teils der Oden ist triadisch, bestehend aus einer Strophe, einer gleichartigen Antistrophe und einer Epode, die meisten davon bestehen aus fünf bis sieben solcher Triaden. Sieben Oden sind monostrophisch aufgebaut, bestehen also aus gleich aufgebauten Strophen. Als stilistisch besonderes Charakteristikum gilt der sprachliche Variantenreichtum und die sorgfältige Ausarbeitung (Poikilia) in einem eng umgrenzten Thema. Durch starke Verdichtung und schnelle Übergänge stilistischer Merkmale lassen sich die Texte nur schwer erfassen.

### Olympische Oden
| Ode | Sieger                   | Disziplin                  | Datum                                | Behandelter Mythos                            | Bemerkungen                                                                                     |
| --- | ------------------------ | -------------------------- | ------------------------------------ | --------------------------------------------- | ----------------------------------------------------------------------------------------------- |
| 1   | Hieron von Syrakus       | Pferderennen               | 476 v. Chr.                          | Pelops                                        | Zum gleichen Anlass verfasste auch Bakchylides ein Epinikion.                                   |
| 2   | Theron von Akragas       | Wagenrennen                | 476 v. Chr.                          | Elysion                                       |                                                                                                 |
| 3   | Theron von Akragas       | Wagenrennen                | 476 v. Chr.                          | Herakles und die Hyperboreer                  |                                                                                                 |
| 4   | Psaumios von Kamarina    | Wagenrennen mit Maultieren | 456 v. Chr.                          | Erginos                                       |                                                                                                 |
| 5   | Psaumios von Kamarina    | Wagenrennen mit Maultieren | 460 oder 456 v. Chr. (?)             | Keiner                                        |                                                                                                 |
| 6   | Agesias von Syrakus      | Wagenrennen mit Maultieren | 468 v. Chr.                          | Iamos                                         |                                                                                                 |
| 7   | Diagoras von Rhodos      | Faustkampf                 | 464 v. Chr.                          | Tlepolemos                                    |                                                                                                 |
| 8   | Alkimedon von Aigina     | Ringen der Jungen          | 460 v. Chr.                          | Aiakos und Troja                              |                                                                                                 |
| 9   | Epharmostos von Opous    | Ringen                     | 466 v. Chr.                          | Deukalion und Pyrrha                          |                                                                                                 |
| 10  | Agesidamos von Lokroi    | Faustkampf der Jungen      | 474 v. Chr. (?, verspätete Dichtung) | Herakles als Begründer der Olympischen Spiele |                                                                                                 |
| 11  | Agesidamos von Lokroi    | Faustkampf der Jungen      | 476 v. Chr.                          | Keiner                                        |                                                                                                 |
| 12  | Ergoteles von Himera     | Dolichos                   | 470 oder 466 v. Chr. (?)             | Tyche                                         |                                                                                                 |
| 13  | Xenophon von Korinth     | Stadionlauf und Pentathlon | 464 v. Chr.                          | Bellerophon mit dem Pegasos                   | Die einzige Ode, in der Daktyloepitriten und aiolisches Versmaß miteinander verbunden vorkommen |
| 14  | Asopichos von Orchomenos | Stadionlauf der Jungen     | 488 v. Chr. (?)                      | Keiner                                        | Monostrophischer Aufbau                                                                         |

### Pythische Oden
| Ode | Sieger                   | Disziplin              | Datum       | Behandelter Mythos            | Bemerkungen |
| --- | ------------------------ | ---------------------- | ----------- | ----------------------------- | --- |
| 1   | Hieron von Syrakus       | Wagenrennen            | 470 v. Chr. | Typhon                        | |
| 2   | Hieron von Syrakus       | Wagenrennen            | 475 v. Chr. | Ixion                         | Ob sich die Ode auf einen Sieg in Delphi bezieht, ist unklar, sie wurde nur wegen der Bedeutung des Adressaten nach der 1. Pythischen Ode angeordnet. Das genaue Datum ist unklar und beruht auf philologischen Schätzungen. |
| 3   | Hieron von Syrakus       | Pferderennen           | 474 v. Chr. | Asklepios                     | Ob sich die Ode auf einen Sieg in Delphi bezieht, ist unklar, sie wurde wie die 2. wegen des Adressaten nach der 1. Pythischen Ode angeordnet. Das genaue Datum ist unklar und beruht auf philologischen Schätzungen.        |
| 4   | Arkesilaos von Kyrene    | Wagenrennen            | 461 v. Chr. | Argonauten                    | Die Ode besteht als einzige aus 13 Triaden. |
| 5   | Arkesilaos von Kyrene    | Wagenrennen            | 461 v. Chr. | Battos                        | |
| 6   | Xenokrates von Akragas   | Wagenrennen            | 490 v. Chr. | Antilochos und Nestor         | Monostrophischer Aufbau |
| 7   | Megakles von Athen       | Wagenrennen            | 486 v. Chr. | Keiner                        | |
| 8   | Aristomenes von Aigina   | Ringen                 | 446 v. Chr. | Amphiaraos                    | |
| 9   | Telesikrates von Kyrene  | Hoplitodromos          | 474 v. Chr. | Apollon und Kyrene            | |
| 10  | Hippokles von Thessalien | Dolichos der Jungen    | 498 v. Chr. | Perseus und die Hyperboreaner | |
| 11  | Thrasydaios von Theben   | Stadionlauf der Jungen | 474 v. Chr. | Orestes und Klytaimnestra     | |
| 12  | Midas von Akragas        | Aulos-Spiel            | 490 v. Chr. | Perseus und Medusa            | Monostrophischer Aufbau. Die Ode ist die einzige Pindars, die für den Sieger eines musischen Agons verfasst wurde, der Wettkampf im Aulosspiel war eine Besonderheit der Pythischen Spiele.                                  |

### Nemeische Oden
Da zu den Nemeischen Spielen keine Verzeichnisse geführt wurden, beruhen sämtliche Daten auf philologischen Schätzungen.
| Ode | Sieger                   | Disziplin               | Datum       | Behandelter Mythos                 | Bemerkungen |
| --- | ------------------------ | ----------------------- | ----------- | ---------------------------------- | --- |
| 1   | Chromios von Gela        | Wagenrennen             | 476 v. Chr. | Der kindliche Herakles             | |
| 2   | Timodemos von Acharnes   | Pankration              | 485 v. Chr. | Keiner                             | Monostrophischer Aufbau                                                                                             |
| 3   | Aristokleides von Aigina | Pankration              | 475 v. Chr. | Achilleus mit den Aiakides         | |
| 4   | Timisarchos von Aigina   | Ringen der Jungen       | 473 v. Chr. | Die Aiakides, Peleus und Thetis    | Monostrophischer Aufbau                                                                                             |
| 5   | Pythias von Aigina       | Pankration der Jungen   | 483 v. Chr. | Peleus, Hippolytos und Thetis      | |
| 6   | Alkimidas von Aigina     | Ringen der Jungen       | 465 v. Chr. | Die Aiakides, Achilleus und Memnon | |
| 7   | Sogenes von Aigina       | Pentathlon der Jungen   | 485 v. Chr. | Neoptolemos                        | |
| 8   | Deinis von Aigina        | Stadionlauf             | 459 v. Chr. | Aias                               | |
| 9   | Chromios von Gela        | Wagenrennen             | 474 v. Chr. | Sieben gegen Theben                | Monostrophischer Aufbau, ursprünglich ein Anhang zur Sammlung bezieht sich die Ode nicht auf die Nemeischen Spiele. |
| 10  | Theaios von Argos        | Ringen                  | 444 v. Chr. | Die Dioskuren                      | Ursprünglich ein Anhang zur Sammlung bezieht sich die Ode nicht auf die Nemeischen Spiele.                          |
| 11  | Aristagoras von Tenedos  | Inauguration als Prytan | 446 v. Chr. | Keiner                             | Ursprünglich ein Anhang zur Sammlung bezieht sich die Ode nicht auf die Nemeischen Spiele.                          |

### Isthmische Oden
Da zu den Isthmischen Spielen keine Verzeichnisse geführt wurden, beruhen fast alle Daten auf philologischen Schätzungen.
| Ode | Sieger                 | Disziplin                  | Datum       | Behandelter Mythos         | Bemerkungen                                                      |
| --- | ---------------------- | -------------------------- | ----------- | -------------------------- | ---------------------------------------------------------------- |
| 1   | Herodotos von Theben   | Wagenrennen                | 458 v. Chr. | Die Dioskuren und Iolaos   |                                                                  |
| 2   | Xenokrates von Akragas | Wagenrennen                | 470 v. Chr. | Keiner                     |                                                                  |
| 3   | Melissos von Theben    | Wagenrennen und Pankration | 473 v. Chr. | Keiner                     |                                                                  |
| 4   | Melissos von Theben    | Wagenrennen und Pankration | 473 v. Chr. | Herakles und Antaios       |                                                                  |
| 5   | Phylakides von Aigina  | Pankration                 | 478 v. Chr. | Achilleus mit den Aiakides |                                                                  |
| 6   | Phylakides von Aigina  | Pankration                 | 480 v. Chr. | Herakles und Telamon       | Das angegebene Datum gilt als gesichert                          |
| 7   | Strepsiades von Theben | Pankration                 | 454 v. Chr. | Keiner                     |                                                                  |
| 8   | Kleandros von Aigina   | Pankration                 | 478 v. Chr. | Zeus, Poseidon und Thetis  | Monostrophischer Aufbau, das angegebene Datum gilt als gesichert |

## Wirkungsgeschichte

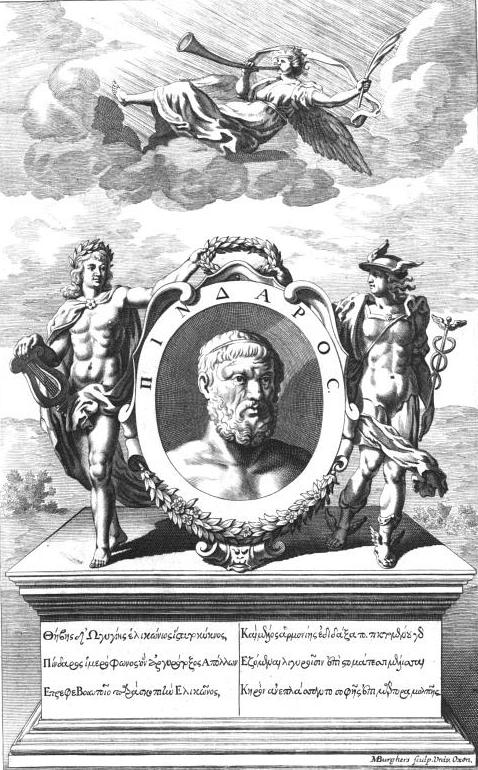
Frontispiz einer Edition von Richard West von 1697

Die Wirkung der Epinikia auf die spätere Literatur ist als gering einzuschätzen, da das Thema kaum Anknüpfungspunkte für spätere Generationen bot. Horaz, der Pindars Oden in seinen Carmina verarbeitete, hatte bereits keinen rechten Zugang mehr zu ihnen und missverstand sie. Als einziges nahezu vollständig überliefertes Werk altgriechischer Lyrik erlangten die Epinikia in der Renaissance und im Barock wieder einige Aufmerksamkeit. Philipp Melanchthon besorgte im 16. Jahrhundert mit seiner Interpretatio Pythiorum Pindari erstmals eine Übersetzung ins Lateinische und Zwingli lobte die in ihnen enthaltene Moral. Die französische Dichtergruppe La Pléiade erhob die Nachahmung des Stils als „Pindarisieren“ zur eigenen Stilform. In der Aufklärung legte sich die Begeisterung, da man in Pindars Oden etwas sah, in dem viel geredet, aber kaum etwas gesagt wird. Goethe berief sich auf sie als Inspirationsquelle für sein Gedicht Wandrers Nachtlied, war aber eher von der Interpretation des Horaz beeinflusst als von den Oden selbst. Erst Hölderlin näherte sich ihnen wieder ganz, als er eine erste (Teil-)Übersetzung ins Deutsche vornahm.
Erst die Philologie des 19. Jahrhunderts entdeckte die Regelhaftigkeit des triadischen Strophenbaus innerhalb der vielfältigen Metrik wieder, drohte jedoch im akademischen Streit um „die Einheit des Epinikions“ ihren eigentlichen Forschungsgegenstand aus den Augen zu verlieren. Im 20. Jahrhundert wurden die typischen Elemente identifiziert, die Pindar in abgewandelter Form zu immer neuen Einheiten zusammenfügte.

## Ausgaben und Übersetzungen
in der Reihenfolge des Erscheinens
- Oskar Werner: Siegesgesänge und Fragmente. Griechisch-Deutsch. Ernst Heimeran Verlag, München 1967.
- Eugen Dönt (Hrsg. und Übers.): Oden. Griechisch/Deutsch. Reclam, Stuttgart 1986/2001 (Universal-Bibliothek, 8314), ISBN 3-15-008314-1.
- Herwig Maehler, Bruno Snell (Hrsg.): Pindari carmina cum fragmentis.
  - 1. Epinicia. 8. Auflage, Teubner, Leipzig 1997, ISBN 3-8154-1585-3.
  - 2. Fragmenta. Indices, Nachdruck der 1. Auflage. Saur, München 2001, ISBN 3-598-71586-2.
- Uvo Hölscher (Übers.), Thomas Poiss (Hrsg.): Siegeslieder. C.H. Beck, München 2002, ISBN 3-406-49638-5.
- Dieter Bremer: Siegeslieder. Griechisch-Deutsch. Artemis & Winkler, Düsseldorf 2003, ISBN 3-7608-1575-8.